# Wilhelm Lorenz

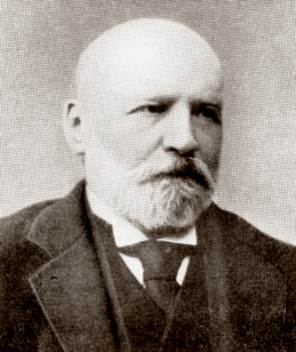
Wilhelm Lorenz

Wilhelm Lorenz (* 15. Oktober 1842 in Geseke, Westfalen; † 29. August 1926 in Karlsruhe) war ein deutscher Konstrukteur und Unternehmer in der Rüstungsindustrie.

## Leben
Wilhelm Lorenz war der siebte Sohn eines Beamten der mittleren Justizlaufbahn. Nach dem frühen Tod beider Eltern musste er den Besuch des Gymnasiums abbrechen. Nach seiner Schmiedelehre arbeitete er zunächst in Hagen in der Schraubenfabrik und Gesenkschmiede von Funcke & Hueck, später in Berlin, dann in einer Bielefelder Spinnerei und schließlich ab 1870 in der Lindener Zündhütchen- und Thonwarenfabrik von Georg Egestorff in der Landgemeinde Linden, einem Vorort von Hannover. Hier lernte er die Maschinen und Werkzeuge einer Munitionsfabrik kennen.
1875 arbeitete er zunächst als Ingenieur bei der Patronenfabrik Henry Ehrmann & Co. in Karlsruhe, bald wurde er dort Geschäftsführer und Prokurist, 1878 übernahm er – mit Unterstützung des Karlsruher Bankiers Robert Koelle – das Unternehmen als Eigentümer. Er änderte seine Firma in Deutsche Metallpatronenfabrik Lorenz und baute es betriebsorganisatorisch und fabrikationstechnisch zu einem Branchenführer aus. Die Maschinenbauabteilung wurde vor 1883 als Maschinenfabrik Lorenz Karlsruhe verselbständigt.
1889, als seine Unternehmen bereits 400 bis 500 Beschäftigte hatten, entschloss sich Lorenz zum Verkauf aller Betriebsteile einschließlich aller Patente und Rechte an ein Konsortium, das von Isidor Loewe geleitet wurde, und hinter dem vor allem der Pulverfabrikant Max Duttenhofer stand. Der Kaufpreis betrug 6 Millionen Mark. Das Unternehmen wurde unter der Firma Metallpatronen AG in eine Aktiengesellschaft umgewandelt, und Lorenz gehörte ohne eigene Kapitalbeteiligung dem Aufsichtsrat an, bis er sich nach Differenzen noch vor Ablauf des Jahres 1889 ganz zurückzog.
Sein Hauptinteresse galt fortan dem Konstruktionswesen. 1888 hatte er Gottlieb Daimler kennengelernt, in der 1890 gegründeten Daimler-Motoren-Gesellschaft (DMG) war Lorenz nach Daimler der größte Aktionär. Von 1890 bis 1926 war er Mitglied des Aufsichtsrats der DMG, 1899 bis 1903 dessen stellvertretender Vorsitzender und danach bis 1909 Vorsitzender. Dem Verein Deutscher Ingenieure (VDI) und dem Karlsruher Bezirksverein des VDI trat er 1881 bei und gehörte beiden Vereinigungen bis zu seinem Tod an.

## Ehrungen
- 1910 verlieh ihm die Technische Hochschule Karlsruhe die Ehrendoktorwürde als Dr.-Ing. E. h.
- 1919 wurde er Ehrenbürger von Ettlingen.